# Susana Di Gerónimo
Susana Di Gerónimo (Necochea, provincia de Buenos Aires; 1948-Ibidem.; 3 de diciembre de 2020) fue una actriz de cine, teatro y televisión, directora y dramaturga argentina.

## Carrera
Di Gerónimo egresó del Seminario Teatral Bonaerense. Se formó con Raúl Serrano, Agustín Alezzo e Inda Ledesma. Comenzó su carrera como escritora, y posteriormente, como actriz y directora teatral.
Notable actriz de reparto, tuvo recordados papeles en televisión en programas como Dulce amor, Chiquititas, Gino, Son de Diez, Cebollitas, Los simuladores, Los médicos de hoy, Gasoleros, Campeones, Mujeres de nadie, Sos mi vida, Son amores, Don Juan y su bella dama y Por amor a vos, entre otros.  En la pantalla chica además de hacer ficción, trabajó en publicidades como la de Elsa Bor de Lencuentro de la cerveza Quilmes, Swiss Medical y DirecTV.
En cine trabajó en las películas Se acabó el curro, Prontuario de un argentino, No te mueras sin decirme adónde vas, Matrimonio y El salto de Christian.
En teatro trabajó en el unipersonal La cajita de jaspe, escrita para ella por Patricia Suárez y dirigida por Herminia Jensezian. También hizo Cuando todo era, El viaje de una lady, Teatro de la vida cotidiana, Ana por la ventana, La visita de la anciana dama y De víctimas y victimarios, entre muchas otras.
Obtuvo el Premio Municipal a la Dirección Teatral y segundo Premio Municipal de Dramaturgia por la obra Los aparecidos; el premio a la actuación en el Concurso Coca Cola en las Ciencias y las Artes por "La llave", el premio Estrella de Mar por su trabajo en "Kalvkött, carne de ternera" y una nominación al premio ACE por la misma obra escrita por Silvina Chague y dirigida por Corina Fiorillo.
Como docente de actuación tuvo su estudio particular y además brindó clases en el Centro Cultural San Martín, PAMI, escuelas, salas teatrales y municipios. También se desempeñó como docente en España y en Francia y fue Consultora en el Programa de las Naciones Unidas para el Desarrollo. Además fue dirigente de las Secretarías de Cultura y de Comunicación de la Asociación Argentina de Actores.

## Fallecimiento
Susana Di Gerónimo falleció el 3 de diciembre de 2020 a los 72 años víctima de un infarto agudo de miocardio. Hacía unos días que no respondía llamados y fue encontrada en su casa sin vida.

## Filmografía
- 2012: Matrimonio.
- 2007: El salto de Christian.
- 1995: No te mueras sin decirme adónde vas
- 1987: Prontuario de un argentino.
- 1983: Se acabó el curro.

## Televisión
- 2013: Señales del fin del mundo
- 2012: Dulce amor
- 2009: Amo de casa
- 2009: Sos mi vida
- 2008: Don Juan y su bella dama
- 2008: Por amor a vos
- 2007: Mujeres de nadie
- 2006: Se dice amor
- 2005: Amor mío
- 2004: Mosca y Smith
- 2003: Costumbres argentinas
- 2003: Sos mi vida
- 2003: Rincón de luz
- 2003: Son amores
- 2002: Los simuladores, ep. El joven simulador, como la profesora de historia
- 2002: Franco Buenaventura, el profe
- 2002: 099 Central
- 2002: Marido a domicilio.
- 2001: PH, propiedad horizontal
- 2000: Susana Giménez, en el sketch T-Teens.
- 2000: Los médicos de hoy
- 2000: Primicias.
- 2000: Campeones
- 1999: Buenos vecinos
- 1999: Amar parece tan fácil
- 1998: La nocturna
- 1998: De corazón
- 1997: Cebollitas
- 1997: El Club de la Flaca
- 1998: Gasoleros
- 1998: Chiquititas
- 1996: Gino
- 1995: Por siempre mujercitas
- 1995: ¡Grande, pa!
- 1995: La piñata
- 1994: Un hermano es un hermano
- 1993: Son de diez
- 1986: Por siempre amigos

## Teatro
Como actriz:
- La cajita de jaspe
- Cuando todo era
- El viaje de una lady
- Teatro de la vida cotidiana
- Ana por la ventana
- La visita de la anciana dama
- De víctimas y victimarios
- Kalvkött, carne de ternera
- Negra leche del alba
- Mujeres de colores
- Lo que quedó
- ¡Ay, mujeres!
- Té de tías
- Las de Barranco
- De víctimas y victimarios
- La visita de la anciana dama
- No se paga
- La roca
- El despojamiento

Como autora y directora:
- Los aparecidos
- 6x3 (Monólogos y silencios)
- Piripitifláutica
- Cataplum
- Cuando todo era, nada era
- Solfashow
- El nido
- Imagina Imaginador
- Caprio y Cía
- La huella del elefante
- Señoritas en concierto
- Ladran Sancho
- La gran odisea